# 佐竹義房
佐竹 義房（さたけ よしふさ、寛永20年（1643年） - 貞享元年11月18日（1684年12月24日））は、佐竹氏一門の佐竹西家9代当主。久保田藩大館3代所預。
父は小場隆房。養父は小場義易。子は佐竹義武。通称は六郎、石見。

## 経歴
寛永20年（1643年）、小場隆房の子に生まれる。伯父の大館城代小場義易の養子となり家督相続し、大館城代を務めた。祖父小場義成の代からの新田開拓で、知行高が1万3000石となる。万治年中に藩主佐竹義堯より佐竹姓を賜り、佐竹石見義房と名乗った。貞享元年（1684年）死去。享年42。